# Manuel Krautgartner

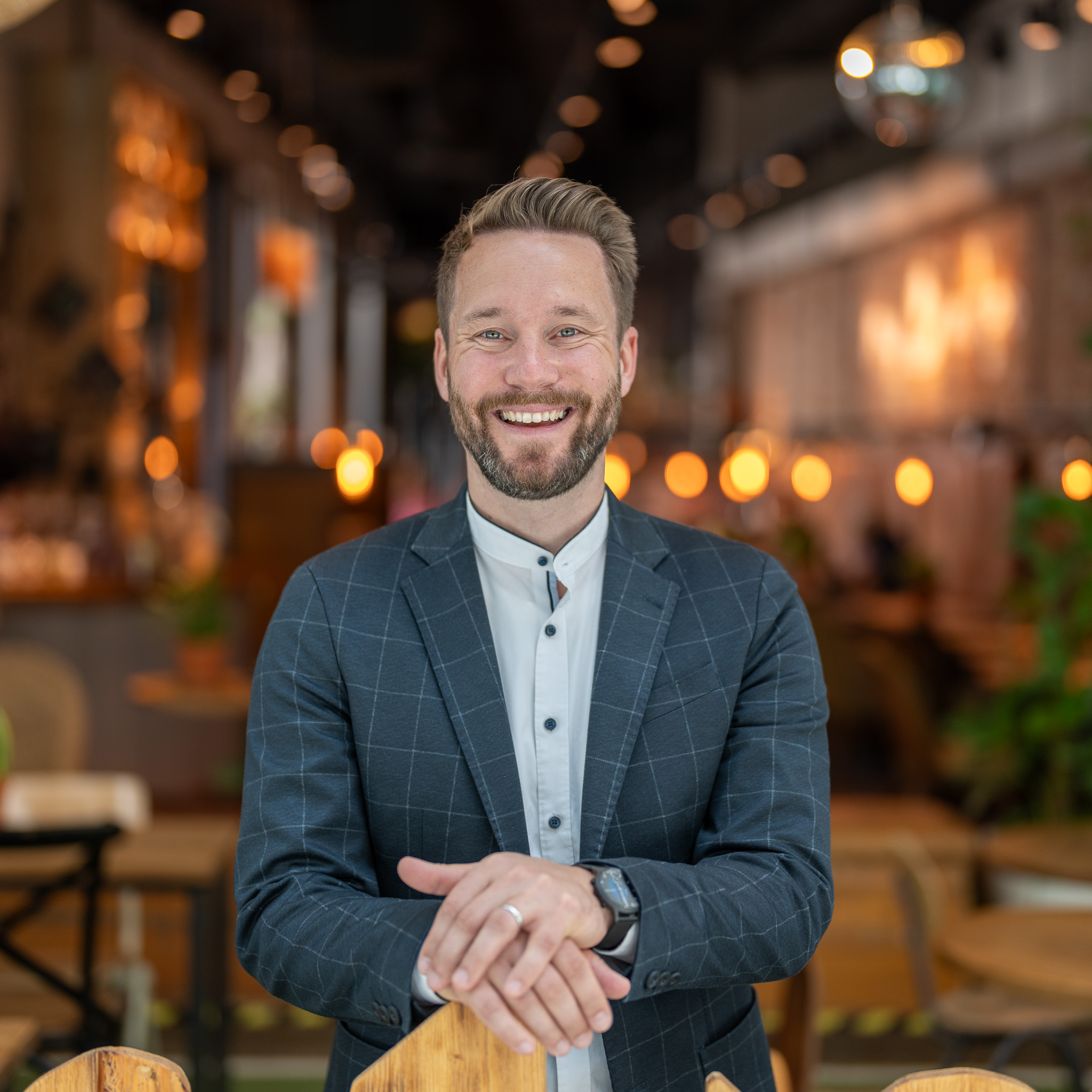
Manuel Krautgartner (2023)

Manuel Krautgartner (* 5. Oktober 1983 in Ried im Innkreis) ist ein österreichischer Politiker (MFG). Seit dem 23. Oktober 2021 ist er Abgeordneter zum Oberösterreichischen Landtag, wo er als MFG-Klubobmann fungiert.

## Leben

### Ausbildung und Beruf
Manuel Krautgartner besuchte nach der Volksschule in Kobernaußen die Hauptschule und die Polytechnische Schule in Waldzell sowie im Schuljahr 1998/99 das Bundesoberstufenrealgymnasium in Ried im Innkreis. Anschließend absolvierte er eine dreijährige Lehre zum Einzelhandelskaufmann.
Von 2002 bis 2007 war er bei Forstinger tätig, zunächst als Marktleiter-Trainee bzw. Marktleiter (ab 2003/04). Danach übernahm er die Funktion des Trainingskoordinators, bevor er von 2011 bis 2013 als Schulungsmanagement-Leiter tätig war.
Seit 2014 ist er als selbständiger Unternehmensberater, Coach, Mentor und Redner für Persönlichkeitsentwicklung, Verkauf und Motivation tätig. 2011/12 absolvierte er eine Ausbildung zum diplomierten Lehrlingsausbilder, 2013 zum diplomierten systemischen Coach, 2015/16 zum diplomierten Hypnosetrainer und 2018/19 für den NLP Master-Practitioner.

### Politik
Bei der Landtagswahl in Oberösterreich 2021 kandidierte Krautgartner im Landtagswahlkreis Traunviertel für die im Februar 2021 gegründete Partei MFG–Österreich Menschen – Freiheit – Grundrechte, die landesweit 6,23 Prozent der gültigen Stimmen erreichte und damit mit drei Mandaten – neben Krautgartner Dagmar Häusler sowie Spitzenkandidat Joachim Aigner – den Einzug in den Oberösterreichischen Landtag schaffte. Krautgartner hatte auf Listenplatz 3 kandidiert.
Am 23. Oktober 2021 wurde er in der konstituierenden Sitzung der XXIX. Gesetzgebungsperiode als Abgeordneter zum Oberösterreichischen Landtag angelobt, wo er zum MFG-Klubobmann gewählt wurde. Im Landtag ist er Mitglied im Petitionsausschuss, im Kontrollausschuss, im Ausschuss für Bauen und Naturschutz sowie im Ausschuss für Infrastruktur.
Im Februar 2023 wurde er in den MFG-Bundesvorstand gewählt, wo er im März 2024 die Funktion des Finanzreferenten übernahm.

## Publikationen
- (mit Joachim Aigner und Dagmar Häusler): Sicha ned! Freiheit wird aus Mut gemacht. Vierviertler Medien, Ried im Innkreis 2024, ISBN 978-3-200-09919-7.
- 2021: Scheiß di ned an: Für Mutige und die, die es werden wollen. ISBN 979-8-7463-2542-6[2]